# Чую радуницу Божью
«Чую радуницу Божью…», «Знаю, чую волю Божью…» — стихотворение русского поэта Сергея Есенина (1895—1925), написанное в 1914 году.
Это ключевое для Есенина стихотворение связано с названием первого своего сборника стихов «Радуница» (весенний народный обряд поминовения умерших) 1915 года (напечатан в январе 1916; другой сборник из 1915 года Есенин предполагал озаглавить «Авсень» (зимний народный обрядовый праздник)). В «Радунице» стихотворение завершает сборник, открывающийся малой поэмой «Микола», что имело для поэта личное значение: ребёнком он неоднократно бывал с богомольцами в
Николо-Радуницком монастыре.

## История создания
Основным источником текста и его датировкой (1914 год) является так называемый наборный экземпляр — авторская рукопись, по которой в ноябре-декабре 1925 г. осуществлялся набор трёхтомного «Собрания стихотворений». На ней стоит помета «1914 год».
Беловой автограф хранится в Российском государственном архиве литературы и искусства. В автографе нет даты, есть дарственная надпись Ю. И. Юркуну. Поэтому, как отмечает комментатор Полного собрания сочинений С. А. Есенина Алексей Козловский, беловик «может быть отнесен предположительно к октябрю-ноябрю 1915 г. — времени начала их знакомства» (Козловский 1995, С. 476—477).
Различие между ними в трёх строчках
Беловой автограф (РГАЛИ)/ наборный экземпляр
1 Знаю, чую волю Божью/ Чую радуницу Божью…
4 Упадаю на траву/ Припадаю на траву.
16 Заглушил веселый зык/ Заглушил мой слабый крик.
Основная смысловая замена в 1 строке. В беловике воля Божья («Знаю, чую волю Божью…») заменяется в сборнике 1916 года на радуницу Божью («Чую радуницу Божью…»). Радуница, или радонец, радунец, радовница, радованица — славянский весенний обрядовый праздник, день поминовения усопших. По А. А. Козловскому, вводится «контекст церковно-народного месяцеслова, целенаправленно введенный поэтом» (Козловский 1995, С. 477).
Введение понятия радуница в текст стихотворения позволило изменить композицию всего сборника «Радуница». Во-первых, в самом поэтическом сборнике это единственное словесное употребление «радуницы»; через слово введён большой комплекс представлений, связанных с днём поминовения усопших. Во-вторых, закольцевать последнее и первое произведение в сборнике. Он открывается малой поэмой о святом Миколе, и завершается упоминанием Богородицы. Странствующий по Руси святой Микола, герой заглавной поэмы, и день поминовения усопших для поэта связывались воедино; известно что ребёнком неоднократно бывал с богомольцами в Николо-Радуницком монастыре, находящийся недалеко от села Константиново.
В 16 строке заменой выделяется объект воздействия (безличное на я) и его настроение — с весёлости на слабость:
Голубиный дух от бога,
Словно огненный язык,
Завладел моей дорогой,

Заглушил мой слабый крик.
По мнению кфн Максима Скороходова, «это единство мира захватывает, подчиняет себе и лирического героя».

## Исследование произведения
Академик-литературовед, специалист по истории русской литературы и теории литературы Павел Никитич Сакулин в 1916 году назвал стихотворение «самоопределением» Есенина (журнал «Вестник Европы», Петроград, 1916, № 5, май, С. 206), сделав вывод на стихах поэта и на беседах с ним.
Для Есенинской энциклопедии была подготовлена специальная статья одним из составителей Полного собрания сочинений С. А. Есенина и «Летописи жизни и творчества С. А. Есенина» Максимом Скороходовым .

## Публикации
Есенин С. А. «Чую радуницу Божью…» // Есенин С. А. Полное собрание сочинений: В 7 т. — М.: Наука; Голос, 1995—2002. Т. 1. Стихотворения. — 1995. — С. 56—57. Электронная публикация:	ФЭБ. Адрес ресурса:	http://feb-web.ru/feb/esenin/texts/es1/es1-056-.htm
Там же: Стихотворения: Варианты. С. 318